# Bombus subtypicus
Bombus subtypicus es una especie de abejorro, un himenóptero apócrito de la familia Apidae. Es una especie distribuida en Asia Central.

## Descripción
La especie posee la lámina labral ancha, más de un tercio de ancho del labro (parte bucal de los artrópodos); de pubescencia corta, los pelos más largos del margen anterior de la tibia posterior solo hasta su anchura distal, pelos más largos de la cara solo dos tercios del segmento 1 (escapo) de la antena; pubescencia pálida amarilla en el dorso torácico, con pelos negros entre las bases de las alas. La mitad inferior de los lados son de color negro.
Las diferencias entre las diferentes castas (reinas, obreras y zánganos) son relativamente grandes. Las hembras (reinas y obreras) tienen la mayor parte de la cabeza negra, con la excepción de la cabeza y el cuello, que generalmente tienen una mezcla de pelos más claros. Sin embargo, las reinas pueden tener cabezas completamente negras. Los machos o zánganos, por otro lado, generalmente tienen la mayor parte de la cabeza amarilla; sin embargo, también tienen cabezas con una mezcla de pelos claros y negros.
Tiene como plantas florales huéspedes a Mentha longifolia (menta de caballo), Prunella vulgaris (consuelda menor), Lonicera periclymenum (madreselva de los bosques) y Cistaceae sp.

## Distribución y hábitat
Bombus subtypicus se encuentra en el paleártico. La especie se distribuye en Asia Central en las cordilleras de Tianshan, Pamir e Hindú Kush y en la región de Cachemira. Se considera parte de las especies de abejorros hallados en Afganistán, India, Kazajistán, Kirguistán, Pakistán, Tayikistán y China (provincia de Zheijang).
Vive en altitudes entre los 2400 y 3700 m s.n.m.

## Taxonomía
Bombus subtypicus fue descrita originalmente como una variedad de Pratobombus leucopygos (ahora Bombus hypnorum) por el zoólogo y entomólogo ruso Alexander Stepanovich Skorikov y publicado en Revue russe d'entomologie 14: 294 en 1914. La breve descripción de la especie se hizo con base en muestras recogidas en la región montañosa de Turkestán conservadas en el museo zoológico de la Universidad de Moscú y facilitadas por el entomólogo Grigorii Kozhevnikov.
Etimología
Bombus: nombre genérico a partir de la palabra de origen griego βόμβος y que significa 'zumbido'.
subtypicus: epíteto conformado por el prefijo latino sub- que significa 'por debajo de' y la palabra griega τυπικός (tupikós) que significa 'típico', significando 'por debajo de lo típico'.
Sinonimia
- Pratobombus leucopygos var. subtypicus Skorikov, 1914[12]
- Pratobombus subtypicus Skorikov, 1914[13]
- Bombus leucurus Bischoff & Hedicke, 1931[14]
- Bombus kohistanensis Tkalců, 1989[15]